# Choriolaus sabinoensis
Choriolaus sabinoensis är en skalbaggsart som först beskrevs av Knull 1954.  Choriolaus sabinoensis ingår i släktet Choriolaus och familjen långhorningar. Inga underarter finns listade i Catalogue of Life.